# Yannick Franke
Yannick Franke (21 mei 1996) is een Nederlands basketballer spelend voor Dolomoti energia trento. Zijn vader is Rolf Franke die vroeger ook basketbal speelde en nu basketbalcoach is.

## Nederlands team
In 2015 werd Franke voor het eerst opgeroepen voor het Nederlands basketbalteam, door coach Toon van Helfteren. Hij werd later geselecteerd voor de selectie voor EuroBasket 2015.

## Erelijst

### Individueel
- DBL topscorer (1): 2014–15
- DBL Most Valuable Player U23 (1): 2014–15
- DBL Most Improved Player (1): 2014–15
- DBL All-Star (1): 2015